# Tekfen Holding
Tekfen Holding ist eine türkische Holding. Hauptbestandteil ist das Bauunternehmen Tekfen İnşaat ve Tesisat (dt. Tekfen Konstruktion und Bau), das 1956 von Feyyaz Berker, Nihat Gökyiğit und Necati Akçağlılar gegründet wurde. Weitere Unternehmen sind Toros Tarım (Dünger) und Tekfen Real Estate Development Group (Immobilien).
2014 wurden 62 % des Umsatzes im Bausektor und 36 % in der Landwirtschaft erwirtschaftet. Toros Tarım betreibt ein großes Düngerwerk in Samsun.
Zu Beginn der 1990er Jahre übernahm Tekfen die Hallesche Mitteldeutsche Bau AG von der Treuhandanstalt.
1996 wurde das Joint Venture Azfen mit 60%iger Beteiligung von SOCAR gegründet.

## Projekte (Auswahl)
- Nationalstadion Baku[7]
- TANAP
- Phosphat-Pipeline nach Jorf Lasfar, Marokko
- Gasterminal Səngəçal (Schah Denis II)
- SOCAR Tower, Aserbaidschan